# La Hiruela
La Hiruela ist eine zentralspanische Gemeinde (municipio) mit 83 Einwohnern (Stand: 2024) im Norden der Autonomen Gemeinschaft Madrid. 

## Lage
La Hiruela liegt im Norden der Gemeinschaft Madrid in einer durchschnittlichen Höhe von ca. 1255 m und ca. 100 km nordnordöstlich von Madrid. 

## Bevölkerungsentwicklung
| 1930 | 1950 | 1970 | 1981 | 1991 | 2001 | 2011 | 2021 |
| ---- | ---- | ---- | ---- | ---- | ---- | ---- | ---- |
| 211  | 208  | 88   | 35   | 33   | 83   | 55   | 72   |

## Sehenswürdigkeiten
- Michaeliskirche (Iglesia de San Miguel)
- Kapelle der Jungfrau von Lourdes
- Rathaus

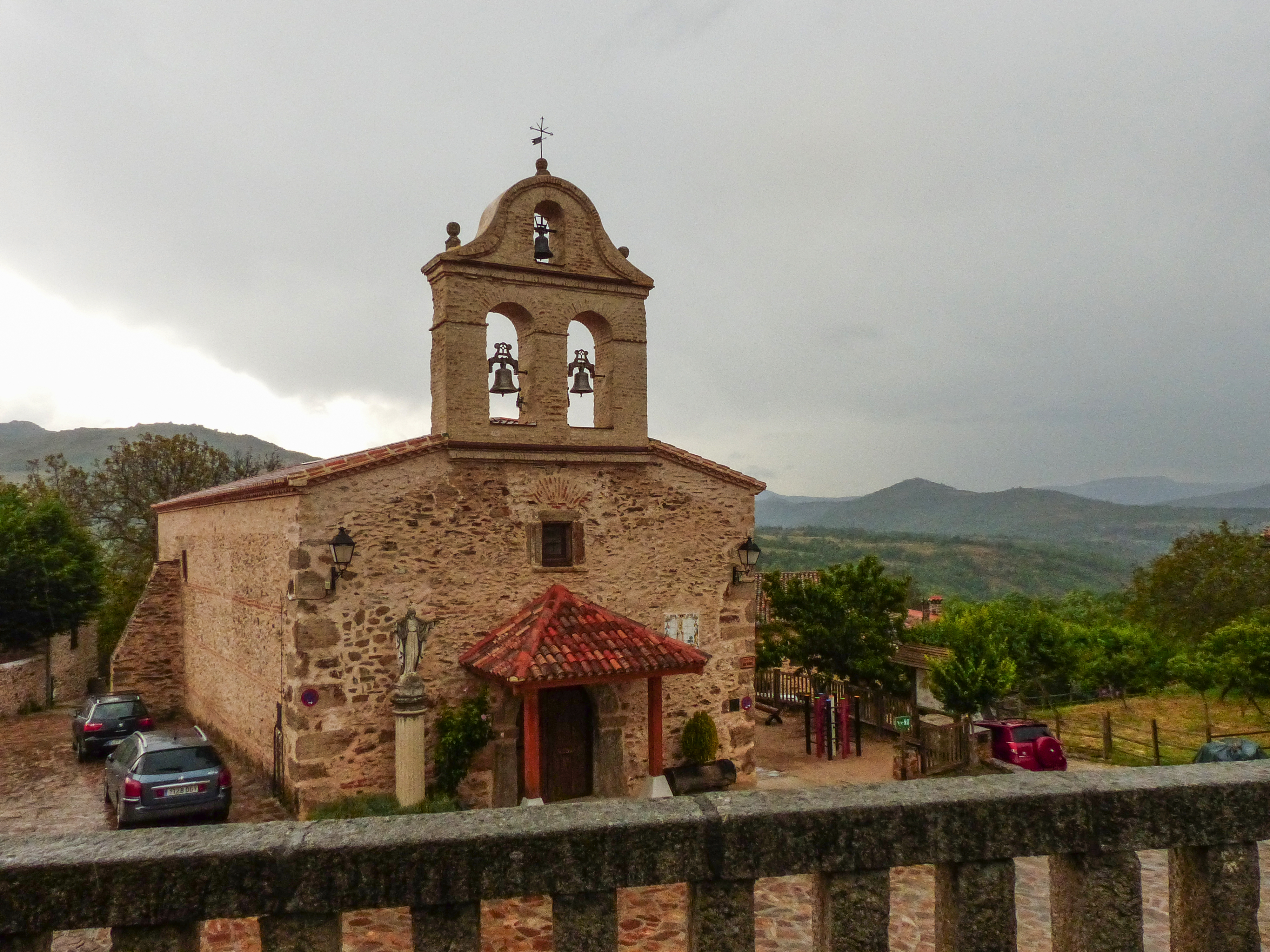
Kirche
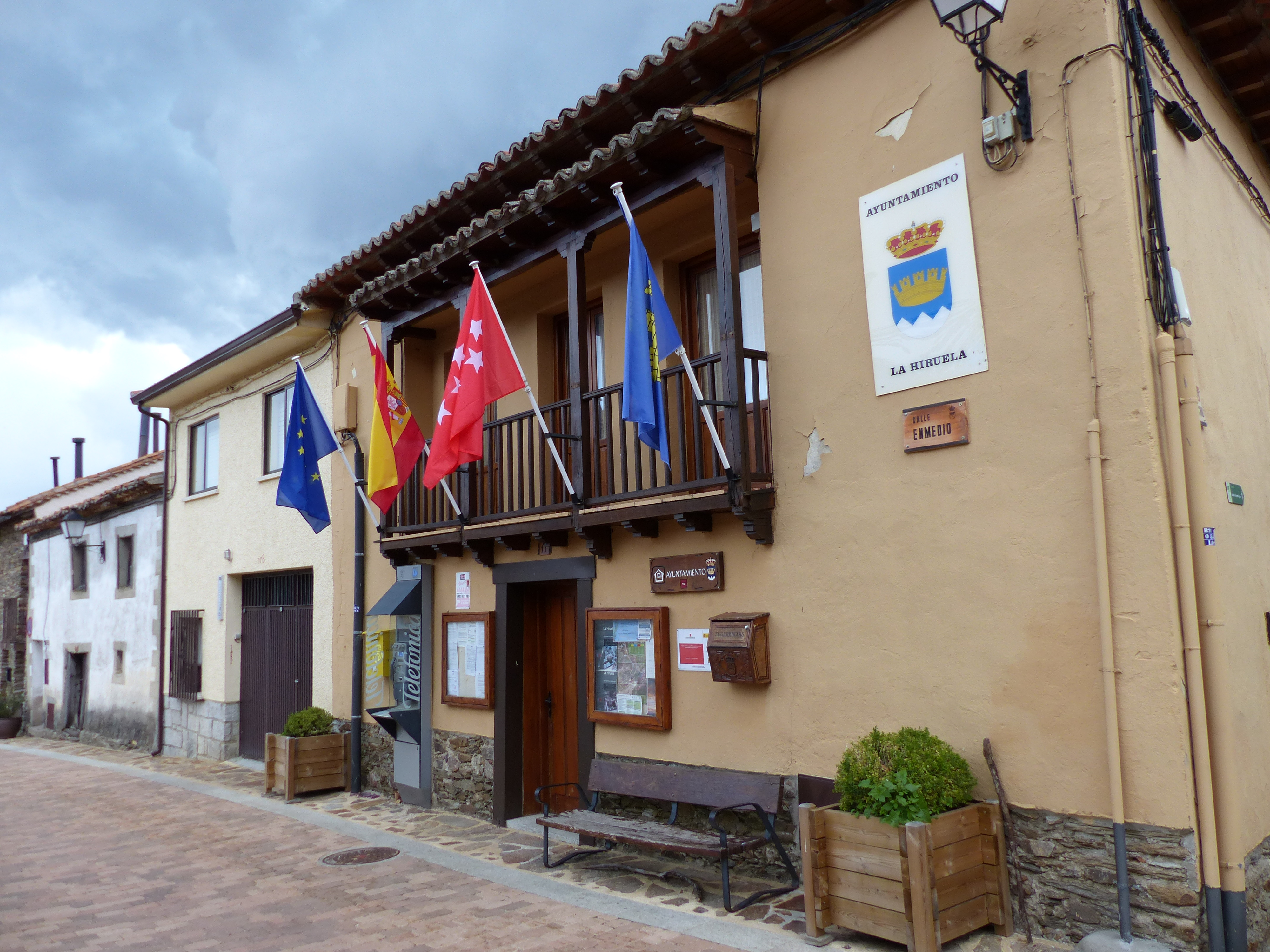
Rathaus